# كأس كينيا 2015
كأس كينيا 2015 هو موسم من كأس كينيا. كان عدد الأندية المشاركة فيه 64، وفاز فيه Bandari F.C. (Kenya) ‏.